# Graška Gora poje in igra
Graška Gora poje in igra je glasbeni festival, ki je bil prvič organiziran leta 1976. Takrat še ni šlo za tekmovanje, temveč le za srečanje narodnozabavnih ansamblov. Organiziral ga je Alojz Klančnik ob podpori domačega Kulturnega društva Ivan Cankar Plešivec in tako je ostalo vse do njegove smrti leta 1996. Zatem je srečanja, ki so prerasla v tekmovanje, organiziralo Kulturno društvo Graška Gora. Od dvajsete prireditve naprej se ta imenuje Graška Gora poje in igra.

## Izvedba
Strokovna komisija izmed na razpis prijavljenih ansamblov izbere nastopajoče. Vsak ansambel se na festivalu predstavi z dvema lastnima skladbama, od katerih je ena lahko tudi starejša, že javno predvajana skladba, medtem ko mora biti druga obvezno še nikoli javno predvajana nova skladba ansambla, ki je tako prvič izvedena na samem festivalu.
Festival, ki poteka v avgustu, posname RTV Slovenija, ki ga nato v dveh delih predvaja v mesecu septembru. Po letu 1996 vsako leto na dan festivala pri založbi Zlati zvoki izideta tudi festivalska kaseta in zgoščenka.
Festival na Graški Gori je mednaroden. Na njem so že nastopili tudi ansambli iz Avstrije, Nemčije, Italije, Hrvaške in Madžarske.

## Nagrade
Na festivalu podelijo naslednje nagrade:
- Zlati, srebrni in bronasti pastirčki - dobijo jih vsi ansambli glede na oceno strokovne komisije (od leta 2000);
- Nagrada in pokal za absolutnega zmagovalca festivala (od leta 2000);
- Nagrada in pokal za zmagovalca občinstva - edina nagrada, kjer zmagovalca ne določi strokovna komisija (od leta 1997);
- Priznanje in plaketa za najboljše besedilo (od leta 2000);
- Priznanji za drugo in tretje najboljše besedilo (2000 in od leta 2003);
- Priznanje za najbolj svežo oziroma izvirno melodijo (od leta 2000);
- Plaketa za najboljšo priredbo/aranžma (od leta 2006);
- Plaketa ali posebno priznanje Kulturnega društva Graška Gora (od leta 2017);

Nagrade, ki so jih v preteklosti podeljevali na festivalu:
- Nagrada za najboljšo vokalno izvedbo (2000-2009);
- Priznanje in pokal za najboljšega debitanta (2004-2016);
- Druga in tretja nagrada občinstva (2004-2010);
- Nagrada za najboljšo izvedbo (2002);
- Nagrada za najboljšo inštrumentalno izvedbo (2007);
- Nagrada za najboljši trio (2008-2009);

## Zmagovalci

### Zmagovalci občinstva in stroke
Po smrti Alojza Klančnika leta 1996 je 22. festival na Graški Gori leto pozneje prvič imel tekmovalni značaj, na katerem so nagradili najboljši ansambel po mnenju občinstva. Absolutne zmagovalce festivala, ki jih je izbrala strokovna komisija, so prvič razglasili na 25. festivalu, ki je bil izveden leta 2000. Ti dve nagradi so v teh letih osvojili:
| #   | Leto | Zmagovalci po mnenju občinstva                                                      | Absolutni zmagovalci festivala                                                      |
| --- | ---- | ----------------------------------------------------------------------------------- | ----------------------------------------------------------------------------------- |
| 22. | 1997 | Ansambel Simon Plazl s prijatelji                                                   | Nagrade še niso podeljevali.                                                        |
| 23. | 1998 | Ansambel Fantje z Graške Gore                                                       | Nagrade še niso podeljevali.                                                        |
| 24. | 1999 | Ansambel Mlade frajle                                                               | Nagrade še niso podeljevali.                                                        |
| 25. | 2000 | Ansambel Izvir                                                                      | Ansambel Slovenski zvoki                                                            |
| 26. | 2001 | Ansambel Unikat                                                                     | Ansambel Zupan                                                                      |
| 27. | 2002 | nagrada ni bila podeljena zaradi dežja                                              | Ansambel Cvet                                                                       |
| 28. | 2003 | Ansambel Navihanke                                                                  | Ansambel Zupan                                                                      |
| 29. | 2004 | Ansambel Pogum                                                                      | Ansambel Plaznik                                                                    |
| 30. | 2005 | Ansambel Spev                                                                       | Ansambel Spev                                                                       |
| 31. | 2006 | Skupina Bum                                                                         | Oberkrainer Power                                                                   |
| 32. | 2007 | Ansambel Šestica                                                                    | Ansambel Veseli svatje                                                              |
| 33. | 2008 | Ansambel Roka Žlindre                                                               | Ansambel bratov Jamnik                                                              |
| 34. | 2009 | Ansambel Napev                                                                      | Ansambel Štajerski baroni                                                           |
| 35. | 2010 | Ansambel Vikend                                                                     | Ansambel Jodel-Express                                                              |
| 36. | 2011 | Ansambel Koroški muzikantje                                                         | Ansambel Petka                                                                      |
| 37. | 2012 | Ansambel Poskočni muzikanti                                                         | Skupina Zaka' pa ne                                                                 |
| 38. | 2013 | Ansambel Poskočni muzikanti                                                         | Ansambel Poskočni muzikanti                                                         |
| 39. | 2014 | Ansambel Koroški korenjaki                                                          | Ansambel Mladika                                                                    |
| 40. | 2015 | Ob jubilejnem srečanju ni bilo tekmovanja, ampak le nastopi dotedanjih zmagovalcev. | Ob jubilejnem srečanju ni bilo tekmovanja, ampak le nastopi dotedanjih zmagovalcev. |
| 41. | 2016 | Ansambel Žargon                                                                     | Ansambel Vižarji                                                                    |
| 42. | 2017 | Ansambel Vražji muzikanti                                                           | Ansambel Škorpijoni                                                                 |
| 43. | 2018 | Ansambel Norost                                                                     | Ansambel S.O.S. kvintet                                                             |
| 44. | 2019 | Ansambel Vrli muzikanti                                                             | Ansambel Petovia kvintet                                                            |

### Besedila
Najboljša besedila nagrajujejo od 25. festivala leta 2000 naprej. Nagrajenci za najboljša besedila:
| #   | Leto | Prva nagrada                                                                        | Druga nagrada                                                                       | Tretja nagrada                                                                      |
| --- | ---- | ----------------------------------------------------------------------------------- | ----------------------------------------------------------------------------------- | ----------------------------------------------------------------------------------- |
| 25. | 2000 | Ivan Sivec                                                                          | Malči Božič                                                                         | Tone Videc                                                                          |
| 26. | 2001 | Franc Ankerst                                                                       | Nepodeljeni.                                                                        | Nepodeljeni.                                                                        |
| 27. | 2002 | Ivan Sivec                                                                          | Nepodeljeni.                                                                        | Nepodeljeni.                                                                        |
| 28. | 2003 | Ivan Sivec                                                                          | Fanika Požek                                                                        | Bojan Zajc                                                                          |
| 29. | 2004 | Fanika Požek                                                                        | Vera Kumprej                                                                        | Vera Šolinc                                                                         |
| 30. | 2005 | Fanika Požek                                                                        | Ivan Sivec                                                                          | Franc Ankerst                                                                       |
| 31. | 2006 | Darja Vrhovnik                                                                      | Branko Zupanc                                                                       | Majda Rebernik                                                                      |
| 32. | 2007 | Vera Kumprej                                                                        | Damjan Pasarič                                                                      | Branko Zupanc                                                                       |
| 33. | 2008 | Majda Rebernik                                                                      | Fanika Požek                                                                        | Ivan Sivec                                                                          |
| 34. | 2009 | Franc Ankerst                                                                       | Majda Rebernik                                                                      | Ivan Sivec                                                                          |
| 35. | 2010 | Darinka Kovač                                                                       | Matjaž Vrh                                                                          | Majda Rebernik in Tone Košmrlj                                                      |
| 36. | 2011 | Matjaž Vrh                                                                          | Matej Kocjančič                                                                     | Majda Rebernik                                                                      |
| 37. | 2012 | Bogdan Marolt                                                                       | Mateja Mohar                                                                        | Igor Pirkovič                                                                       |
| 38. | 2013 | Majda Rebernik                                                                      | Vera Šolinc                                                                         | Vera Šolinc                                                                         |
| 39. | 2014 | Kim Furlan                                                                          | Bogdan Marolt                                                                       | Ivan Sivec                                                                          |
| 40. | 2015 | Ob jubilejnem srečanju ni bilo tekmovanja, ampak le nastopi dotedanjih zmagovalcev. | Ob jubilejnem srečanju ni bilo tekmovanja, ampak le nastopi dotedanjih zmagovalcev. | Ob jubilejnem srečanju ni bilo tekmovanja, ampak le nastopi dotedanjih zmagovalcev. |
| 41. | 2016 | Meta Smolič                                                                         | Feri Lainšček                                                                       | Damjan Pasarič                                                                      |
| 42. | 2017 | Vera Šolinc                                                                         | Darinka Kovač                                                                       | Vera Šolinc                                                                         |
| 43. | 2018 | Igor Pirkovič                                                                       | Metka Ravnjak Jauk                                                                  | Boštjan Dermol                                                                      |
| 44. | 2019 | Robi Jenko                                                                          | Dunja Škofic                                                                        | Andrej Plesničar                                                                    |

### Nagrade strokovne komisije
Nagrado za najboljšo melodijo so prvič podelili na 25. festivalu leta 2000, nagrado za najboljši aranžma oziroma priredbo pa na 31. festivalu leta 2006.
Prejemniki nagrad strokovne komisije:
| #   | Leto | Najboljša melodija                                                                  | Najboljši aranžma                                                                   |
| --- | ---- | ----------------------------------------------------------------------------------- | ----------------------------------------------------------------------------------- |
| 25. | 2000 | Franc Žerdoner (Ansambel Franca Žerdonerja s prijatelji)                            | Nepodeljena.                                                                        |
| 26. | 2001 | Franc Žerdoner (Ansambel Franca Žerdonerja s prijatelji)                            | Nepodeljena.                                                                        |
| 27. | 2002 | Brane Klavžar (Ansambel Iskrice)                                                    | Nepodeljena.                                                                        |
| 28. | 2003 | Jože Hren (Ansambel Zreška pomlad)                                                  | Nepodeljena.                                                                        |
| 29. | 2004 | Igor Podpečan (Ansambel Mikola)                                                     | Nepodeljena.                                                                        |
| 30. | 2005 | Brane Klavžar (Ansambel Spev)                                                       | Nepodeljena.                                                                        |
| 31. | 2006 | Igor Podpečan (Ansambel Veseli svatje)                                              | Thomas Hammerl (Oberkrainer Power)                                                  |
| 32. | 2007 | Franc Šegovc (Ansambel Mladi upi)                                                   | Ansambel Šestica                                                                    |
| 33. | 2008 | Igor Podpečan (Ansambel Minutka)                                                    | Robert Smolnikar (Ansambel Šestica)                                                 |
| 34. | 2009 | Avgust Skaza (Ansambel Napev)                                                       | Marijan Herceg (Ansambel Štajerski baroni)                                          |
| 35. | 2010 | Primož Ilovar (Skupina Gadi)                                                        | Jože Burnik (Ansambel Sredenšek sekstet)                                            |
| 36. | 2011 | Alen Klepčar (Ansambel Biseri)                                                      | Nepodeljena.                                                                        |
| 37. | 2012 | Franc Šegovc (Ansambel Spomini)                                                     | Igor Podpečan (Ansambel Prleški kvintet)                                            |
| 38. | 2013 | Mitja Novak (Ansambel Nasmeh)                                                       | Janez Repnik (Ansambel Joc bend)                                                    |
| 39. | 2014 | Martin Juhart (Ansambel Koroški korenjaki)                                          | Igor Osredkar (Ansambel Mladi godci)                                                |
| 40. | 2015 | Ob jubilejnem srečanju ni bilo tekmovanja, ampak le nastopi dotedanjih zmagovalcev. | Ob jubilejnem srečanju ni bilo tekmovanja, ampak le nastopi dotedanjih zmagovalcev. |
| 41. | 2016 | Jožef Vidergar (Ansambel Hozentregarji)                                             | Mario Plantak (Fiškali)                                                             |
| 42. | 2017 | Martin Juhart (Ansambel Vražji muzikanti)                                           | Primož Kosec (Ansambel Kvintet 7)                                                   |
| 43. | 2018 | Martin Juhart (Ansambel S.O.S. kvintet)                                             | Martin Juhart (Ansambel Lun'ca)                                                     |
| 44. | 2019 | Martin Juhart (Ansambel Vrli muzikanti)                                             | Marko Pezdirc (Skupina Džuboks)                                                     |

Pri prejemnikih nagrad je najprej naveden nagrajenec, v oklepaju pa ansambel, ki je izvedel skladbo.

### Nekdanje nagrade
Nagrado za najboljšo vokalno izvedbo so prvič podelili na 25. festivalu leta 2000, zadnjič pa na 34. festivalu leta 2009. Drugo in tretjo nagrado občinstva so prvič podelili na 29. festivalu leta 2004, zadnjič pa na 35. festivalu leta 2010. Med letoma 2004 in 2016 so podeljevali tudi nagrado za najboljšega debitanta.
Prejemniki nagrad, ki se na festivalu ne podeljujejo več:
| #   | Leto | Najboljša vokalna izvedba                                                           | Druga nagrada občinstva                                                             | Tretja nagrada občinstva                                                            | Najboljši debitanti                                                                 |
| --- | ---- | ----------------------------------------------------------------------------------- | ----------------------------------------------------------------------------------- | ----------------------------------------------------------------------------------- | ----------------------------------------------------------------------------------- |
| 25. | 2000 | Ansambel Franca Potočarja s Podlipškimi fanti                                       | Nepodeljeni.                                                                        | Nepodeljeni.                                                                        | Nepodeljeni.                                                                        |
| 26. | 2001 | Ansambel Pogum                                                                      | Nepodeljeni.                                                                        | Nepodeljeni.                                                                        | Nepodeljeni.                                                                        |
| 27. | 2002 | Ansambel Pogum                                                                      | Nepodeljeni.                                                                        | Nepodeljeni.                                                                        | Nepodeljeni.                                                                        |
| 28. | 2003 | Ansambel Rosa                                                                       | Nepodeljeni.                                                                        | Nepodeljeni.                                                                        | Nepodeljeni.                                                                        |
| 29. | 2004 | Ansambel Unikat                                                                     | Ansambel Spev                                                                       | Ansambel Zvončki                                                                    | Ansambel Spev                                                                       |
| 30. | 2005 | Ansambel Zvončki                                                                    | Ansambel Pogum                                                                      | Ansambel Zvončki                                                                    | Ansambel T'pravi muzikanti                                                          |
| 31. | 2006 | Skupina Bum                                                                         | Ansambel Šestica                                                                    | Ansambel bratov Avbreht                                                             | Ansambel Veseli svatje                                                              |
| 32. | 2007 | Ansambel Mladi upi                                                                  | Ansambel Naveza                                                                     | Ansambel Navdih                                                                     | Ansambel Tapravih 6                                                                 |
| 33. | 2008 | Ansambel bratov Jamnik                                                              | Ansambel bratov Avbreht                                                             | Ansambel Naveza                                                                     | Ansambel bratov Jamnik                                                              |
| 34. | 2009 | Ansambel Veritas                                                                    | Ansambel bratov Avbreht                                                             | Ansambel Zdomarji                                                                   | Ansambel Donačka                                                                    |
| 35. | 2010 | Nepodeljena.                                                                        | Ansambel Napev                                                                      | Ansambel Zakrajšek                                                                  | Ansambel Jodel-Express                                                              |
| 36. | 2011 | Nepodeljene.                                                                        | Nepodeljene.                                                                        | Nepodeljene.                                                                        | Prijatelji Zagorja                                                                  |
| 37. | 2012 | Nepodeljene.                                                                        | Nepodeljene.                                                                        | Nepodeljene.                                                                        | Ansambl Zagorje                                                                     |
| 38. | 2013 | Nepodeljene.                                                                        | Nepodeljene.                                                                        | Nepodeljene.                                                                        | Optimisti Zagorja                                                                   |
| 39. | 2014 | Nepodeljene.                                                                        | Nepodeljene.                                                                        | Nepodeljene.                                                                        | Zvuci Zagorja                                                                       |
| 40. | 2015 | Ob jubilejnem srečanju ni bilo tekmovanja, ampak le nastopi dotedanjih zmagovalcev. | Ob jubilejnem srečanju ni bilo tekmovanja, ampak le nastopi dotedanjih zmagovalcev. | Ob jubilejnem srečanju ni bilo tekmovanja, ampak le nastopi dotedanjih zmagovalcev. | Ob jubilejnem srečanju ni bilo tekmovanja, ampak le nastopi dotedanjih zmagovalcev. |
| 41. | 2016 | Nepodeljene.                                                                        | Nepodeljene.                                                                        | Nepodeljene.                                                                        | Ansambel Vižarji                                                                    |

Na 27. festivalu leta 2002 so izjemoma podelili tudi nagrado za najboljšo izvedbo. Prejel jo je Ansambel Navihanke.
Na 32. festivalu leta 2007 so izjemoma podelili tudi nagrado za najboljšo inštrumentalno izvedbo. Prejel jo je Ansambel Kavnik.
Na 33. festivalu leta 2008 in na 34. festivalu leta 2009 so podelili tudi nagrado za najboljši trio. Leta 2008 jo je prejel Ansambel Roka Žlindre, leta 2009 pa Ansambel Donačka.
Na 42. festivalu leta 2017 so podelili posebno plaketo KD Graška Gora za odličen vokalni nastop. Prejel jo je Ansambel Navihani muzikanti. Na 43. festivalu leta 2018 so plaketo podelili za iskreno doživeto izvedbo. Prejel jo je Ansambel Juhej. Na 44. festivalu leta 2019 so plaketo podelili za najboljši nastop v celoti. Prejel jo je Ansambel Extra kvintet.